# Онянча, Фредерик
Фредерик Онянча — кенийский легкоатлет, который специализировался в беге на 800 метров. Чемпион Африки 1996 года. Выиграл бронзовую медаль на олимпийских играх 1996 года. Выступал на чемпионате мира 1999 года, но не смог выйти в финал. В 1999 году на Бислеттских играх занял 7-е место с результатом 1.44,66.